# Veronika Týblová
Veronika Týblová-Polívková (ur. 6 sierpnia 1970 w Jabloncu nad Nysą) – czeska aktorka dziecięca, absolwentka Wydziału Pedagogicznego Uniwersytetu Karola w Pradze, pracuje jako nauczycielka.
Debiutowała w baśniowym filmie telewizyjnym Koci książę (Kocicí princ/Der Katzenprinz, 1978). Stała się znana dzięki 13-odcinkowemu serialowi dla dzieci Arabela (1979–1980), gdzie zagrała rolę Mařenki, koleżanki Honzíka Majera, skromnej, cichej, pogodnej niebieskookiej dziewczynki. Wystąpiła także w niemieckim serialu Ein Stück Himmel (1982).
Jest rozwiedziona, ma dwoje dzieci – syna Petra (ur. 1996) i córkę Viktorię (ur. 2003).